# Unciaal 047

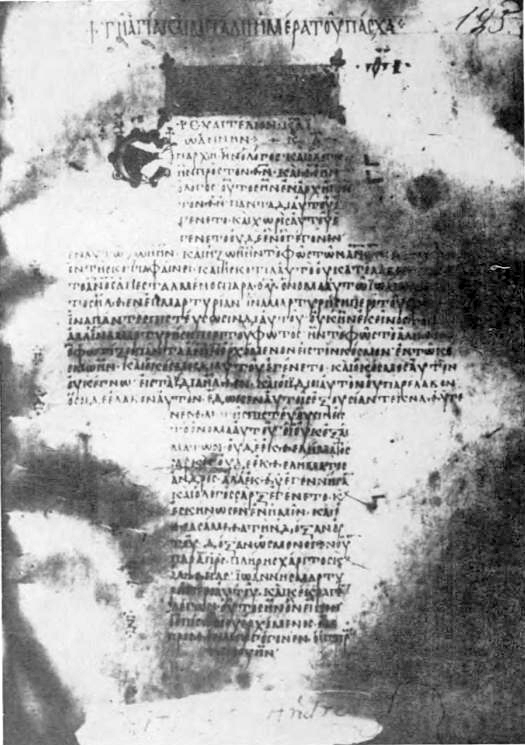

De Unciaal 047 (Gregory-Aland no. 047, von Soden ε 95) is een van de Bijbelse handschriften. Het dateert uit de 8e eeuw en is geschreven met hoofdletters (uncialen) op perkament.

## Beschrijving
Het bevat de tekst van de vier Evangeliën met een aantal lacunes (Mt 2:15-3:12; 28:10-20; Mk 5:40-6:18; 8:35-9:19; Joh 2:17-42; 14:7-15:1; 18:34-21:25). De gehele Codex bestaat uit 152 bladen (20.5 x 15.2 cm) en werd geschreven in twee kolommen per pagina, en deels in kruisvorm, 37-38 regels per pagina.
De Codex geeft de Byzantijnse tekst weer. Kurt Aland plaatste de codex in Categorie V.

## Geschiedenis
Het handschrift werd verzameld door Gregory in 1886 in de Athos.
Het handschrift bevindt zich in de universiteitsbibliotheek van Princeton (New Jersey), Verenigde Staten (Library Med. and Ren. Mss, Garrett 1).